# Witchi-tai-to
Witchi-tai-to è un album in studio collaborativo dello Jan Garbarek–Bobo Stenson Quartet, pubblicato nel 1974.

## Tracce
1. A.I.R. (Carla Bley) – 8:15
2. Kukka (Palle Danielsson) – 4:32
3. Hasta siempre (Carlos Puebla) – 8:10
4. Witchi-Tai-To (Jim Pepper) – 4:24
5. Desireless (Don Cherry) – 20:25

## Formazione
- Jan Garbarek – sassofono tenore, sassofono soprano
- Bobo Stenson – piano
- Palle Danielsson – contrabbasso
- Jon Christensen – batteria